# 迪特尔·泽梅茨基
迪特尔·泽梅茨基（德語：Dieter Semetzky，1949年11月3日—），德国男子赛艇运动员。他曾代表东德参加1968年夏季奥林匹克运动会赛艇比赛，获得男子四人单桨有舵手银牌。